# Williams Prairie Meadow Indian Reserve 1A
Williams Prairie Meadow Indian Reserve 1A är ett reservat i Kanada.   Det ligger i provinsen British Columbia, i den centrala delen av landet, 3 500 km väster om huvudstaden Ottawa.
I omgivningarna runt Williams Prairie Meadow Indian Reserve 1A växer i huvudsak barrskog. Trakten runt Williams Prairie Meadow Indian Reserve 1A är nära nog obefolkad, med mindre än två invånare per kvadratkilometer.